# Interestatal 60
Interestatal 60 (títol original: Interstate 60: Episodes of the Road) és una pel·lícula estatunidenco-canadenca dirigida per Bob Gale, estrenada l'any 2002. Ha estat doblada al català

## Argument
Un jove home en cerca d'identitat emprèn un viatge sobre una carretera que no existeix sobre cap mapa. Neal Oliver és un jove artista, però el seu pare no està d'acord amb l'elecció i vol que vagi a Oxford. Tot canvia quan Neal coneix a O.W. Grant, que concedeix exactament un desig per persona. Neal demana respostes, i a partir de llavors haurà d'encaminar-se a la inexistent Danver per la inexistent Interstate 60, una carretera que no està en els mapes. Durant el seu viatge, Neal espera trobar a la noia dels seus somnis.

## Repartiment
- James Marsden: Neal Oliver
- Michael J. Fox: M. Baker
- Gary Oldman: O.W. Grant
- Amy Smart: Lynn Linden
- Chris Cooper: Bob Cody
- Kurt Russell: Capità Ives
- Matthew Edison: Quincy
- Paul Brogren: Zack
- Wayne Robson: Tolbert
- Christopher Lloyd: Ray
- Jonathan Whittaker: Dr. Craig
- Mark Lutz: Frank
- Roz Michaels: Mama
- Ann-Margret: Mrs. James
- Amy Jo Johnson: Laura

## Al voltant de la pel·lícula
El film Motorama estrenat l'any 1991 conta igualment el viatge d'un jove noi a través d'una Amèrica imaginaria.